# 大八湾駅
大八湾駅（だいはちわんえき）は、かつて北海道（渡島支庁（現・渡島総合振興局））亀田郡七飯村（現・七飯町）上軍川にあった大沼電鉄の駅（廃駅）である。

## 歴史
- 1929年（昭和4年）1月5日 - 大沼（後・大沼公園） - 新本別間開業に伴い開業[1]。
- 1945年（昭和20年）6月1日 - 不要不急線指定による大沼電鉄廃止に伴い廃止。

## 駅周辺
大沼湖畔の南岸に位置していた。
- 大沼国定公園
- 七飯町立大沼中学校
- 駒ヶ岳

## 廃止後の現状
当駅跡および路盤跡は北海道道338号大沼公園線となっている。

## 隣の駅
大沼電鉄
大沼電鉄線
大沼公園駅 - 大八湾駅 - 池田園駅